# 대한민국 민사소송법 제58조
대한민국 민사소송법 제58조는 법정대리권 등의 증명에 대한 민사소송법 조문이다.

## 조문
제58조(법정대리권 등의 증명) ① 법정대리권이 있는 사실 또는 소송행위를 위한 권한을 받은 사실은 서면으로 증명하여야 한다. 제53조의 규정에 따라서 당사자를 선정하고 바꾸는 경우에도 또한 같다.
②제1항의 서면은 소송기록에 붙여야 한다.

## 참고 문헌
- 조상희, 『법학전문대학원 민사소송법 기본강의』. 한국학술정보(주), 2009. ISBN 978895323077
- 이동률, 민사소송의 당사자론, 삼우사, 2007. ISBN 9788991083189

## 같이 보기
- 대리